# الشط (كعيدنة)

تعديل مصدري - تعديل

الشط هي إحدى قرى عزلة بني نشر بمديرية كعيدنة التابعة لمحافظة حجة، بلغ تعداد سكانها 106 نسمة حسب تعداد اليمن لعام 2004.